# Qods Talash
Talash (UAV) ili "Hadaf (Target) UAV" je iranska bespilotna letjelica koja se smatra prvom bespilotnom letjelicom Quds Air Industries, a doseže maksimalnu brzinu od 140 km/h .
Ova iranska "bespilotna letjelica" koja se temelji na planovima istraživača Isfahanskog akademskog centra za obrazovanje, kulturu i istraživanje (Isfahan University Jihad) iz 1985. godine,  malih je dimenzija. UAV-om Talash upravlja/kontrolira PCM radijska kontrola, a dron može izvoditi razne manevre kotrljanja/uvijanja i okretanja.
Postoje 2 modela bespilotne letjelice Talash, Talash-1 i Talash-2, koji se razlikuju u nekoliko detalja. Brzina prvog modela (Talash-1) je 120 km/h, dok je brzina Talash-2 140 km/h. Prvi model ima svoje kotače za sjedenje i ustajanje. Bespilotna letjelica Talash-2 ima veću brzinu/upravljivost od prvog modela. Ovaj model drona služi za podizanje iz lansera JATO (lanser na stlačeni plin) i za oporavak od padobrana. Plafon leta bespilotne letjelice "Talash-2" je 2700 metara, a trajanje leta bespilotne letjelice je 45 minuta.